# Space Eater
Space Eater ist eine serbische Thrash-Metal-Band aus Belgrad, die im Jahr 2004 gegründet wurde. Ihr Name geht auf ein Lied der Band Gamma Ray zurück.

## Geschichte
Space Eater entstand aus der Gruppe After Life, nachdem diese sich aufgelöst hatte. Space Eater wurde im Oktober 2004 von Sänger Boško Radišić und Gitarrist Stanislav Šaršanski gegründet. Später stießen noch Gitarrist Nemanja Pavlović und Bassist Karlo Testen sowie Schlagzeuger Nikola Roglić, welcher vorher auch bei After Life aktiv war, zur Band. Zusammen entwickelten sie einige Lieder und nahmen diese auf. Im Anschluss nahmen sie am „Radio 202 Demo Masters Tournament“ teil und erreichten dort das Halbfinale. Durch einen Fan, der sich das Bein beim Moshen gebrochen hatte und den dadurch entstehenden Polizeieinsatz konnte die Band das Konzert nicht beenden, wodurch sie nicht das Finale erreichen konnten. Dennoch durften sie als Gäste im Finale auftreten, welches national vom Studio 6 vom Radio Belgrad übertragen wurde.
Im Jahr 2005 erreichte die Band den dritten Platz des „Zaječarska Gitarijada“, eines der ältesten und größten Wettbewerbe für Rock-Bands ohne Vertrag. Im März 2006 veröffentlichte die Band das Demo Bombs Away!. Das Demo wurde wieder im Studio 6 aufgenommen. Das Demo wurde zum Demo des Monats im serbischen Metal Hammer ernannt.
Anfang 2007 unterzeichnete die Band einen Vertrag bei dem schwedischen Label I Hate Records. Das Debütalbum Merciful Angel wurde noch im August desselben Jahres veröffentlicht. Im Folgejahr spielte die Band nur gelegentlich, da vier Mitglieder ihren Wehrdienst leisten mussten. Im Januar 2009 nahm die Band ein weiteres Demo auf und suchte nach einem Label um dieses zu veröffentlichen. Am 3. Juni kam Sänger Radišić mit seiner Schwester ums Leben. Im Januar 2010 unterschrieb die Band einen Vertrag bei Stormspell Records (u. a. Amulance, Invection und Immaculate) und probte von April bis Juni für das neue Album. Außerdem spielten sie diverse Auftritte, von denen der größte auf dem Exit Festival war. Das Album Aftershock wurde im August 2010 veröffentlicht.

## Stil
Auf ihrer Myspace-Seite gibt die Band klassische Bands hauptsächlich aus dem Thrash-Metal-Bereich, wie Testament, Agent Steel, Forbidden, Lääz Rockit, Heathen, Overkill, King Diamond, Exodus, alte Metallica-Veröffentlichungen, Iron Maiden, Sepultura, Vio-lence, Angel Witch, Megadeth und Anthrax, als ihre Haupteinflüsse an. Die Band orientiert sich am klassischen, US-amerikanischen Thrash Metal der 1980er Jahre. Inhonorus von stormbringer.at schreibt, dass Space Eater nicht nur von der Bay-Area-Thrash-Szene, sondern auch vom Teutonic-Thrash-Metal beeinflusst sind. Space Eater würden durch ihre „komplexen Songstrukturen und extrem starken Abwechslungsreichtum“ der Musik sogar eine „Verjüngungskur“ verpassen. In der Albumbesprechung zu Passing Through the Fire to Molech erkennt Inhonorus auch Ähnlichkeiten zu neueren Thrash-Metal-Bands wie Warbringer oder Fueled by Fire.

## Diskografie
- 2005: Live at Studio 6 (Demo, Eigenveröffentlichung)
- 2006: Bombs Away! (Demo, Eigenveröffentlichung)
- 2007: Merciful Angel (Album, I Hate Records)
- 2010: Aftershock (Album, Stormspell Records)